# Arctoconopa cinctipennis
Arctoconopa cinctipennis là một loài ruồi trong họ Limoniidae. Chúng phân bố ở miền Tân bắc.